# Agustinus Tri Budi Utomo

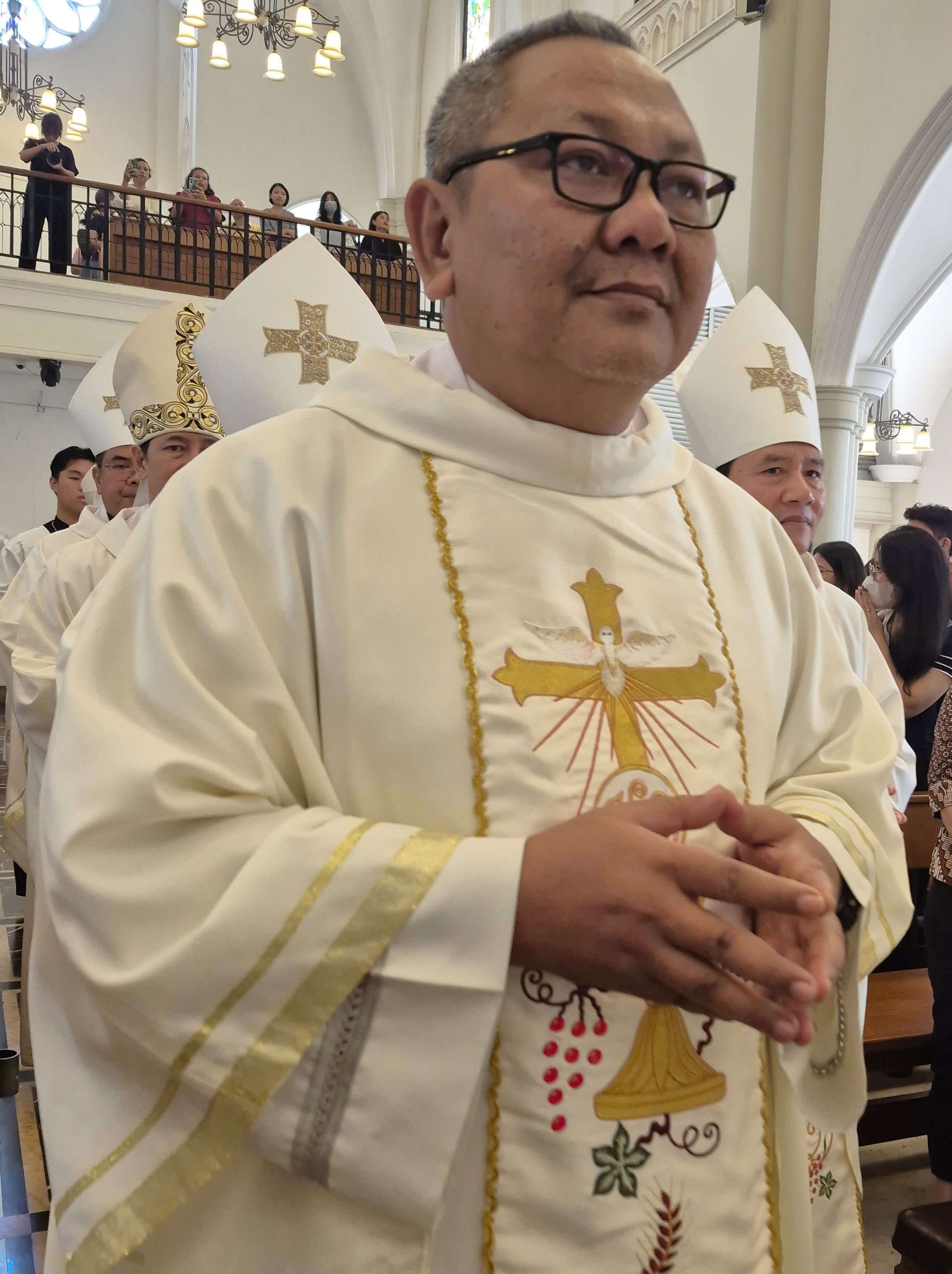
Agustinus Tri Budi Utomo (2024)

Agustinus Tri Budi Utomo (* 12. März 1968 in Ngawi, Jawa Timur) ist ein indonesischer römisch-katholischer Geistlicher und Bischof von Surabaya.

## Leben
Agustinus Tri Budi Utomo besuchte zunächst das Knabenseminar in Blitar und trat anschließend in das interdiözesane Priesterseminar von Malang ein, wo er Philosophie und Theologie am Institut Widya Sasana studierte und den Master in Theologie erwarb. Am 27. August 1996 empfing er das Sakrament der Priesterweihe für das Bistum Surabaya.
Nach der Priesterweihe war er zunächst für kurze Zeit Studentenseelsorger und anschließend von 1996 bis 2000 Kaplan sowie anschließend bis 2001 Pfarrer in Sidoarjo. Während dieser Zeit war er zudem Dozent an der Universität Airlangga in Surabaya und Lehrer am Knabenseminar in Blitar. Von 2001 bis 2005 war er im Bistum Ketapang in der Pfarrseelsorge tätig. Ab 2005 war er neben Aufgaben in der Pfarrseelsorge im Bistum Surabaya von 2007 bis 2008 Bischofsvikar für die Seelsorgeregion IV und von 2007 bis 2010 Dozent an der Katholischen Widya-Mandala-Universität in Surabaya. Von 2008 bis 2011 war er Bischofsvikar für die Region Cepu. Ab 2011 war er Generalvikar des Bistums und anschließend Bischofsvikar für die Seelsorge. Von 2020 bis 2022 war er zudem Präsident der diözesanen Familienkommission. Ab 2021 gehörte er außerdem der Diözesankommission für die Besitztümer des Bistums an.
Papst Franziskus ernannte ihn am 29. Oktober 2024 zum Bischof von Surabaya. Die Bischofsweihe spendete ihm der Apostolische nuntius in Indonesien, Erzbischof Piero Pioppo, am 22. Januar des folgenden Jahres in der Katholischen Widya-Mandala-Universität in Surabaya. Mitkonsekratoren waren der Bischof von Ketapang, Pius Riana Prapdi, und der Bischof von Malang, Henricus Pidyarto Gunawan OCarm.